# Día Mundial de los Tambores Metálicos
El  Día Mundial de los Tambores Metálicos se conmemora anualmente el 11 de agosto desde 2023 y fue aprobado en ese mismo año por la Asamblea General de las Naciones Unidas.

## Proclamación
El Día Mundial de los Tambores Metálicos fue proclamado por las Naciones Unidas el 24 de julio de 2023 con el objetivo de reconocer y celebrar la importancia cultural, histórica y social de los tambores metálicos o steelpan por su nombre en inglés, así como su contribución a la inclusión y al desarrollo sostenible.
Los tambores metálicos surgieron en Trinidad y Tobago a finales de la década de 1930 cuando la población local comenzó a utilizar objetos cotidianos como instrumentos musicales para mantener y expresar su cultura. Este desarrollo ha permitido preservar una tradición cultural y ha facilitado la inclusión y el desarrollo intercultural. El impacto de los tambores metálicos se refleja en su capacidad para generar oportunidades económicas y sociales en la región del Caribe y más allá. Actualmente, estos instrumentos son relevantes en varios sectores económicos y contribuyen al bienestar de la comunidad.

## Celebración
Se celebra el 11 de agosto de cada año, una fecha elegida para resaltar el impacto positivo de los tambores metálicos en diversas áreas como el turismo, la cultura, la educación, la ciencia y la tecnología. La primera celebración fuen en 2023y desde entonces se ha llevado a cabo anualmente. Estos instrumentos metálicos representan un ejemplo de cómo el ingenio y la creatividad pueden transformar materiales simples en herramientas poderosas para la expresión cultural y la cohesión social.